# Leanne Riley
Leanne Riley, née le 18 juillet 1993 , est une joueuse internationale anglaise de rugby à XV évoluant au poste de demi de mêlée.

## Biographie
En club, elle évolue entre autres avec les Harlequins.
Elle participe au tournoi des Six Nations féminin 2021.